# Kees Rijvers
Cornelis Bernardus Rijvers, detto Kees (Breda, 27 maggio 1926 – Breda, 4 marzo 2024) è stato un calciatore e allenatore di calcio olandese, di ruolo centrocampista.

## Carriera
Da calciatore vinse con il Saint-Étienne un campionato francese nel 1956-1957 ed una Coppa di Francia nel 1961-1962. In seguito fu dal 1964 al 1966 il secondo di Jaap van der Leck al Willem II, iniziando poi una carriera da allenatore che lo portò dapprima al Twente ed in seguito al PSV, dove vinse per tre volte il campionato olandese (1975, 1976, 1978) oltre ad una Coppa UEFA (1977-1978). Passò poi ad allenare la nazionale olandese, che non riuscì però a portare alla qualificazione al campionato d'Europa 1984. Dal 1986 al 1989 fu direttore tecnico del Twente; nel 1994 tornò brevemente sulla panchina del PSV come traghettatore.

## Statistiche

### Giocatore

#### Cronologia presenze e reti in nazionale
| Cronologia completa delle presenze e delle reti in nazionale ― Paesi Bassi | Cronologia completa delle presenze e delle reti in nazionale ― Paesi Bassi | Cronologia completa delle presenze e delle reti in nazionale ― Paesi Bassi | Cronologia completa delle presenze e delle reti in nazionale ― Paesi Bassi | Cronologia completa delle presenze e delle reti in nazionale ― Paesi Bassi | Cronologia completa delle presenze e delle reti in nazionale ― Paesi Bassi | Cronologia completa delle presenze e delle reti in nazionale ― Paesi Bassi | Cronologia completa delle presenze e delle reti in nazionale ― Paesi Bassi |
| Data                                                                       | Città                                                                      | In casa                                                                    | Risultato                                                                  | Ospiti                                                                     | Competizione                                                               | Reti                                                                       | Note                                                                       |
| -------------------------------------------------------------------------- | -------------------------------------------------------------------------- | -------------------------------------------------------------------------- | -------------------------------------------------------------------------- | -------------------------------------------------------------------------- | -------------------------------------------------------------------------- | -------------------------------------------------------------------------- | -------------------------------------------------------------------------- |
| 10-3-1946                                                                  | Lussemburgo                                                                | Lussemburgo                                                                | 2 – 6                                                                      | Paesi Bassi                                                                | Amichevole                                                                 | 1                                                                          |                                                                            |
| 12-5-1946                                                                  | Amsterdam                                                                  | Paesi Bassi                                                                | 6 – 3                                                                      | Belgio                                                                     | Amichevole                                                                 | 1                                                                          |                                                                            |
| 30-5-1946                                                                  | Anversa                                                                    | Belgio                                                                     | 2 – 2                                                                      | Paesi Bassi                                                                | Amichevole                                                                 | -                                                                          |                                                                            |
| 7-4-1947                                                                   | Amsterdam                                                                  | Paesi Bassi                                                                | 2 – 1                                                                      | Belgio                                                                     | Amichevole                                                                 | -                                                                          |                                                                            |
| 4-5-1947                                                                   | Anversa                                                                    | Belgio                                                                     | 1 – 2                                                                      | Paesi Bassi                                                                | Amichevole                                                                 | -                                                                          |                                                                            |
| 26-5-1947                                                                  | Colombes                                                                   | Francia                                                                    | 4 – 0                                                                      | Paesi Bassi                                                                | Amichevole                                                                 | -                                                                          |                                                                            |
| 21-9-1947                                                                  | Amsterdam                                                                  | Paesi Bassi                                                                | 6 – 2                                                                      | Svizzera                                                                   | Amichevole                                                                 | 2                                                                          |                                                                            |
| 14-3-1948                                                                  | Anversa                                                                    | Belgio                                                                     | 1 – 1                                                                      | Paesi Bassi                                                                | Amichevole                                                                 | -                                                                          |                                                                            |
| 18-4-1948                                                                  | Rotterdam                                                                  | Paesi Bassi                                                                | 2 – 2                                                                      | Belgio                                                                     | Amichevole                                                                 | -                                                                          |                                                                            |
| 26-5-1948                                                                  | Oslo                                                                       | Norvegia                                                                   | 1 – 2                                                                      | Paesi Bassi                                                                | Amichevole                                                                 | -                                                                          |                                                                            |
| 9-6-1948                                                                   | Amsterdam                                                                  | Paesi Bassi                                                                | 1 – 0                                                                      | Svezia                                                                     | Amichevole                                                                 | -                                                                          |                                                                            |
| 26-7-1948                                                                  | Portsmouth                                                                 | Paesi Bassi                                                                | 3 – 1                                                                      | Irlanda                                                                    | Olimpiadi 1948 - T. di qualificazione                                      | -                                                                          |                                                                            |
| 31-7-1948                                                                  | Londra                                                                     | Regno Unito                                                                | 4 – 3 dts                                                                  | Paesi Bassi                                                                | Olimpiadi 1948 - Ottavi di finale                                          | -                                                                          |                                                                            |
| 21-11-1948                                                                 | Anversa                                                                    | Belgio                                                                     | 1 – 1                                                                      | Paesi Bassi                                                                | Amichevole                                                                 | -                                                                          |                                                                            |
| 13-3-1949                                                                  | Amsterdam                                                                  | Paesi Bassi                                                                | 3 – 3                                                                      | Belgio                                                                     | Amichevole                                                                 | -                                                                          |                                                                            |
| 16-4-1950                                                                  | Anversa                                                                    | Belgio                                                                     | 2 – 0                                                                      | Paesi Bassi                                                                | Amichevole                                                                 | -                                                                          |                                                                            |
| 8-6-1950                                                                   | Solna                                                                      | Svezia                                                                     | 4 – 1                                                                      | Paesi Bassi                                                                | Amichevole                                                                 | -                                                                          |                                                                            |
| 11-6-1950                                                                  | Helsinki                                                                   | Finlandia                                                                  | 4 – 1                                                                      | Paesi Bassi                                                                | Amichevole                                                                 | -                                                                          |                                                                            |
| 15-10-1950                                                                 | Basilea                                                                    | Svizzera                                                                   | 7 – 5                                                                      | Paesi Bassi                                                                | Amichevole                                                                 | 1                                                                          |                                                                            |
| 11-9-1957                                                                  | Rotterdam                                                                  | Lussemburgo                                                                | 2 – 5                                                                      | Paesi Bassi                                                                | Qual. Mondiali 1958                                                        | 1                                                                          |                                                                            |
| 25-9-1957                                                                  | Amsterdam                                                                  | Paesi Bassi                                                                | 1 – 1                                                                      | Austria                                                                    | Qual. Mondiali 1958                                                        | -                                                                          |                                                                            |
| 19-4-1959                                                                  | Amsterdam                                                                  | Paesi Bassi                                                                | 2 – 2                                                                      | Belgio                                                                     | Amichevole                                                                 | -                                                                          |                                                                            |
| 10-5-1959                                                                  | Istanbul                                                                   | Turchia                                                                    | 0 – 0                                                                      | Paesi Bassi                                                                | Amichevole                                                                 | -                                                                          |                                                                            |
| 13-5-1959                                                                  | Sofia                                                                      | Bulgaria                                                                   | 3 – 2                                                                      | Paesi Bassi                                                                | Amichevole                                                                 | -                                                                          |                                                                            |
| 27-5-1959                                                                  | Amsterdam                                                                  | Paesi Bassi                                                                | 1 – 2                                                                      | Scozia                                                                     | Amichevole                                                                 | -                                                                          |                                                                            |
| 4-10-1959                                                                  | Rotterdam                                                                  | Paesi Bassi                                                                | 9 – 1                                                                      | Belgio                                                                     | Amichevole                                                                 | 1                                                                          |                                                                            |
| 4-11-1959                                                                  | Rotterdam                                                                  | Paesi Bassi                                                                | 7 – 1                                                                      | Norvegia                                                                   | Amichevole                                                                 | 1                                                                          |                                                                            |
| 3-4-1960                                                                   | Amsterdam                                                                  | Paesi Bassi                                                                | 4 – 2                                                                      | Bulgaria                                                                   | Amichevole                                                                 | -                                                                          | Cap.                                                                       |
| 24-4-1960                                                                  | Anversa                                                                    | Belgio                                                                     | 2 – 1                                                                      | Paesi Bassi                                                                | Amichevole                                                                 | 1                                                                          | Cap.                                                                       |
| 18-5-1960                                                                  | Zurigo                                                                     | Svizzera                                                                   | 3 – 1                                                                      | Paesi Bassi                                                                | Amichevole                                                                 | 1                                                                          |                                                                            |
| 26-6-1960                                                                  | Città del Messico                                                          | Messico                                                                    | 3 – 1                                                                      | Paesi Bassi                                                                | Amichevole                                                                 | -                                                                          |                                                                            |
| 29-6-1960                                                                  | Willemstad                                                                 | Antille Olandesi                                                           | 0 – 0                                                                      | Paesi Bassi                                                                | Amichevole                                                                 | -                                                                          | 70’                                                                        |
| 3-7-1960                                                                   | Paramaribo                                                                 | Suriname                                                                   | 3 – 4                                                                      | Paesi Bassi                                                                | Amichevole                                                                 | -                                                                          | 58’                                                                        |
| Totale                                                                     |                                                                            | Presenze                                                                   | 33                                                                         |                                                                            | Reti                                                                       | 10                                                                         |                                                                            |

### Allenatore

#### Club
In grassetto le competizioni vinte.
| Stagione        | Squadra         | Campionato      | Campionato | Campionato | Campionato | Campionato | Coppe nazionali | Coppe nazionali | Coppe nazionali | Coppe nazionali | Coppe nazionali | Coppe continentali | Coppe continentali | Coppe continentali | Coppe continentali | Coppe continentali | Altre coppe | Altre coppe | Altre coppe | Altre coppe | Altre coppe | Totale | Totale | Totale | Totale | Vittorie % | Piazzamento |
| Stagione        | Squadra         | Comp            | G          | V          | N          | P          | Comp            | G               | V               | N               | P               | Comp               | G                  | V                  | N                  | P                  | Comp        | G           | V           | N           | P           | G      | V      | N      | P      | %          | Piazzamento |
| --------------- | --------------- | --------------- | ---------- | ---------- | ---------- | ---------- | --------------- | --------------- | --------------- | --------------- | --------------- | ------------------ | ------------------ | ------------------ | ------------------ | ------------------ | ----------- | ----------- | ----------- | ----------- | ----------- | ------ | ------ | ------ | ------ | ---------- | ----------- |
| 1965-1966       | Twente          | ED              | 30         | 9          | 6          | 15         | CO              | 3               | 2               | 1               | 0               | -                  | -                  | -                  | -                  | -                  | -           | -           | -           | -           | -           | 33     | 11     | 7      | 15     | 33,33      | 11º         |
| 1966-1967       | Twente          | ED              | 34         | 9          | 11         | 14         | CO              | 1               | 0               | 0               | 1               | -                  | -                  | -                  | -                  | -                  | -           | -           | -           | -           | -           | 35     | 9      | 11     | 15     | 25,71      | 13º         |
| 1967-1968       | Twente          | ED              | 34         | 13         | 8          | 13         | CO              | 6               | 5               | 1               | 0               | -                  | -                  | -                  | -                  | -                  | -           | -           | -           | -           | -           | 40     | 18     | 9      | 13     | 45,00      | 8º          |
| 1968-1969       | Twente          | ED              | 34         | 21         | 5          | 8          | CO              | 3               | 2               | 1               | 0               | -                  | -                  | -                  | -                  | -                  | -           | -           | -           | -           | -           | 37     | 23     | 6      | 8      | 62,16      | 3º          |
| 1969-1970       | Twente          | ED              | 34         | 17         | 8          | 9          | CO              | 5               | 3               | 1               | 1               | CdF                | 2                  | 1                  | 0                  | 1                  | -           | -           | -           | -           | -           | 41     | 21     | 9      | 11     | 51,22      | 4º          |
| 1970-1971       | Twente          | ED              | 34         | 19         | 10         | 5          | CO              | 2               | 1               | 1               | 0               | CdF                | 8                  | 4                  | 2                  | 2                  | -           | -           | -           | -           | -           | 44     | 24     | 13     | 7      | 54,55      | 5º          |
| 1971-1972       | Twente          | ED              | 34         | 17         | 14         | 3          | CO              | 1               | 0               | 0               | 1               | -                  | -                  | -                  | -                  | -                  | -           | -           | -           | -           | -           | 35     | 17     | 14     | 4      | 48,57      | 3º          |
| Totale Twente   | Totale Twente   | Totale Twente   | 234        | 105        | 62         | 67         |                 | 21              | 13              | 5               | 3               |                    | 10                 | 5                  | 2                  | 3                  |             | -           | -           | -           | -           | 265    | 123    | 69     | 73     | 46,42      |             |
| 1972-1973       | PSV             | ED              | 34         | 15         | 8          | 11         | CO              | 3               | 2               | 0               | 1               | -                  | -                  | -                  | -                  | -                  | -           | -           | -           | -           | -           | 36     | 17     | 8      | 12     | 47,22      | 6º          |
| 1973-1974       | PSV             | ED              | 34         | 20         | 9          | 5          | CO              | 5               | 5               | 0               | 0               | -                  | -                  | -                  | -                  | -                  | -           | -           | -           | -           | -           | 39     | 25     | 9      | 5      | 64,10      | 4º          |
| 1974-1975       | PSV             | ED              | 34         | 23         | 9          | 2          | CO              | 2               | 1               | 0               | 1               | CdC                | 8                  | 6                  | 1                  | 1                  | -           | -           | -           | -           | -           | 44     | 30     | 10     | 4      | 68,18      | 1º          |
| 1975-1976       | PSV             | ED              | 34         | 24         | 5          | 5          | CO              | 5               | 5               | 0               | 0               | CC                 | 8                  | 5                  | 1                  | 2                  | -           | -           | -           | -           | -           | 47     | 34     | 6      | 7      | 72,34      | 1º          |
| 1976-1977       | PSV             | ED              | 34         | 20         | 7          | 7          | CO              | 3               | 2               | 1               | 0               | CC                 | 4                  | 1                  | 2                  | 1                  | -           | -           | -           | -           | -           | 41     | 23     | 10     | 8      | 56,10      | 2º          |
| 1977-1978       | PSV             | ED              | 34         | 21         | 11         | 2          | CO              | 2               | 1               | 0               | 1               | CU                 | 12                 | 9                  | 1                  | 2                  | -           | -           | -           | -           | -           | 48     | 31     | 12     | 5      | 64,58      | 1º          |
| 1978-1979       | PSV             | ED              | 34         | 20         | 9          | 5          | CO              | 6               | 4               | 1               | 1               | CC                 | 4                  | 1                  | 1                  | 2                  | -           | -           | -           | -           | -           | 44     | 25     | 11     | 8      | 56,82      | 3º          |
| lug.-dic. 1979  | PSV             | ED              | 17         | 8          | 5          | 4          | CO              | 1               | 1               | 0               | 0               | CU                 | 4                  | 2                  | 1                  | 1                  | -           | -           | -           | -           | -           | 22     | 11     | 6      | 5      | 50,00      | Esonerato   |
| 1980-1981       | Beringen        | DI              | 34         | 8          | 18         | 8          | CO              | 3               | 2               | 0               | 1               | -                  | -                  | -                  | -                  | -                  | -           | -           | -           | -           | -           | 37     | 10     | 18     | 9      | 27,03      | 17º         |
| ott.-dic. 1994  | PSV             | ED              | 8          | 4          | 3          | 1          | CO              | 1               | 0               | 0               | 1               | -                  | -                  | -                  | -                  | -                  | -           | -           | -           | -           | -           | 9      | 4      | 3      | 2      | 44,44      | Sub., Eson. |
| Totale PSV      | Totale PSV      | Totale PSV      | 263        | 155        | 66         | 42         |                 | 28              | 21              | 2               | 5               |                    | 40                 | 24                 | 7                  | 9                  |             | -           | -           | -           | -           | 89     | 49     | 21     | 19     | 55,06      |             |
| Totale carriera | Totale carriera | Totale carriera | 531        | 268        | 146        | 117        |                 | 52              | 36              | 7               | 9               |                    | 50                 | 29                 | 9                  | 12                 |             | -           | -           | -           | -           | 633    | 333    | 162    | 138    | 52,61      |             |

#### Nazionale olandese
| Squadra     | Naz                    | dal           | al              | Record | Record | Record | Record     | Record | Record | Record | Record |
| G           | V                      | N             | P               | GF     | GS     | DR     | % Vittorie |        |        |        |        |
| ----------- | ---------------------- | ------------- | --------------- | ------ | ------ | ------ | ---------- | ------ | ------ | ------ | ------ |
| Paesi Bassi | Paesi Bassi (bandiera) | 25 marzo 1981 | 17 ottobre 1984 | 22     | 11     | 3      | 8          | 41     | 24     | +17    | 50,00  |

##### Panchine da commissario tecnico della nazionale olandese
| Cronologia completa delle presenze e delle reti in nazionale ― Paesi Bassi | Cronologia completa delle presenze e delle reti in nazionale ― Paesi Bassi | Cronologia completa delle presenze e delle reti in nazionale ― Paesi Bassi | Cronologia completa delle presenze e delle reti in nazionale ― Paesi Bassi | Cronologia completa delle presenze e delle reti in nazionale ― Paesi Bassi | Cronologia completa delle presenze e delle reti in nazionale ― Paesi Bassi | Cronologia completa delle presenze e delle reti in nazionale ― Paesi Bassi | Cronologia completa delle presenze e delle reti in nazionale ― Paesi Bassi |
| Data                                                                       | Città                                                                      | In casa                                                                    | Risultato                                                                  | Ospiti                                                                     | Competizione                                                               | Reti                                                                       | Note                                                                       |
| -------------------------------------------------------------------------- | -------------------------------------------------------------------------- | -------------------------------------------------------------------------- | -------------------------------------------------------------------------- | -------------------------------------------------------------------------- | -------------------------------------------------------------------------- | -------------------------------------------------------------------------- | -------------------------------------------------------------------------- |
| 25-3-1981                                                                  | Rotterdam                                                                  | Paesi Bassi                                                                | 1 – 0                                                                      | Francia                                                                    | Qual. Mondiali 1982                                                        | -                                                                          |                                                                            |
| 29-4-1981                                                                  | Nicosia                                                                    | Cipro                                                                      | 0 – 1                                                                      | Paesi Bassi                                                                | Qual. Mondiali 1982                                                        | -                                                                          |                                                                            |
| 1-9-1981                                                                   | Zurigo                                                                     | Svizzera                                                                   | 2 – 1                                                                      | Paesi Bassi                                                                | Amichevole                                                                 | -                                                                          |                                                                            |
| 9-9-1981                                                                   | Rotterdam                                                                  | Paesi Bassi                                                                | 2 – 2                                                                      | Irlanda                                                                    | Qual. Mondiali 1982                                                        | -                                                                          |                                                                            |
| 14-10-1981                                                                 | Rotterdam                                                                  | Paesi Bassi                                                                | 3 – 0                                                                      | Belgio                                                                     | Qual. Mondiali 1982                                                        | -                                                                          |                                                                            |
| 18-11-1981                                                                 | Parigi                                                                     | Francia                                                                    | 2 – 0                                                                      | Paesi Bassi                                                                | Qual. Mondiali 1982                                                        | -                                                                          |                                                                            |
| 23-3-1982                                                                  | Glasgow                                                                    | Scozia                                                                     | 2 – 1                                                                      | Paesi Bassi                                                                | Amichevole                                                                 | -                                                                          |                                                                            |
| 14-4-1982                                                                  | Eindhoven                                                                  | Paesi Bassi                                                                | 1 – 0                                                                      | Grecia                                                                     | Amichevole                                                                 | -                                                                          |                                                                            |
| 25-5-1982                                                                  | Londra                                                                     | Inghilterra                                                                | 2 – 0                                                                      | Paesi Bassi                                                                | Amichevole                                                                 | -                                                                          |                                                                            |
| 1-9-1982                                                                   | Reykjavík                                                                  | Islanda                                                                    | 1 – 1                                                                      | Paesi Bassi                                                                | Qual. Euro 1984                                                            | -                                                                          |                                                                            |
| 22-9-1982                                                                  | Rotterdam                                                                  | Paesi Bassi                                                                | 2 – 1                                                                      | Irlanda                                                                    | Qual. Euro 1984                                                            | -                                                                          |                                                                            |
| 10-11-1982                                                                 | Rotterdam                                                                  | Paesi Bassi                                                                | 1 – 2                                                                      | Francia                                                                    | Amichevole                                                                 | -                                                                          |                                                                            |
| 19-12-1982                                                                 | Aquisgrana                                                                 | Malta                                                                      | 0 – 6                                                                      | Paesi Bassi                                                                | Qual. Euro 1984                                                            | -                                                                          |                                                                            |
| 16-2-1983                                                                  | Siviglia                                                                   | Spagna                                                                     | 1 – 0                                                                      | Paesi Bassi                                                                | Qual. Euro 1984                                                            | -                                                                          |                                                                            |
| 27-4-1983                                                                  | Utrecht                                                                    | Paesi Bassi                                                                | 0 – 3                                                                      | Svezia                                                                     | Amichevole                                                                 | -                                                                          |                                                                            |
| 7-9-1983                                                                   | Groninga                                                                   | Paesi Bassi                                                                | 3 – 0                                                                      | Islanda                                                                    | Qual. Euro 1984                                                            | -                                                                          |                                                                            |
| 21-9-1983                                                                  | Bruxelles                                                                  | Belgio                                                                     | 1 – 1                                                                      | Paesi Bassi                                                                | Amichevole                                                                 | -                                                                          |                                                                            |
| 12-10-1983                                                                 | Dublino                                                                    | Irlanda                                                                    | 2 – 3                                                                      | Paesi Bassi                                                                | Qual. Euro 1984                                                            | -                                                                          |                                                                            |
| 16-11-1983                                                                 | Rotterdam                                                                  | Paesi Bassi                                                                | 2 – 1                                                                      | Spagna                                                                     | Qual. Euro 1984                                                            | -                                                                          |                                                                            |
| 17-12-1983                                                                 | Rotterdam                                                                  | Paesi Bassi                                                                | 5 – 0                                                                      | Malta                                                                      | Qual. Euro 1984                                                            | -                                                                          |                                                                            |
| 14-3-1984                                                                  | Amsterdam                                                                  | Paesi Bassi                                                                | 6 – 0                                                                      | Danimarca                                                                  | Amichevole                                                                 | -                                                                          |                                                                            |
| 17-10-1984                                                                 | Rotterdam                                                                  | Paesi Bassi                                                                | 1 – 2                                                                      | Ungheria                                                                   | Qual. Mondiali 1986                                                        | -                                                                          |                                                                            |
| Totale                                                                     |                                                                            | Presenze                                                                   | 22                                                                         |                                                                            | Reti                                                                       |                                                                            |                                                                            |

## Palmarès

### Giocatore
- Campionato francese: 1

Saint-Étienne: 1956-57
- Coppa di Francia: 1

Saint-Étienne: 1961-62

### Competizioni nazionali
- Campionato olandese: 3

PSV: 1974-75, 1975-76, 1977-78
- Coppa dei Paesi Bassi: 2

PSV: 1973-74, 1975-76

### Competizioni internazionali
- Coppa UEFA: 1

PSV: 1977-78